# 多治比広成
多治比 広成（たじひ の ひろなり）は、飛鳥時代から奈良時代にかけての公卿・漢詩人。左大臣・多治比嶋の五男。官位は従三位・中納言。

## 経歴
和銅元年（708年）従六位上から三階昇進して従五位下に叙爵され、下野守に任ぜられる。その後、元明朝から元正朝にかけて越前守や能登国・越中国・越後国を管轄する按察使など地方官を歴任する傍ら、和銅5年（712年）従五位上、霊亀3年（717年）正五位下、養老4年（720年）正五位上と順調に昇進する。
神亀元年（724年）聖武天皇の即位後まもなく従四位下に叙せられる。天平3年（731年）従四位上。天平4年（732年）兄の縣守（第9次押使）に次いで第10次遣唐使の大使に任ぜられ、翌天平5年（733年）4月に難波津から唐に向けて出発、天平6年（734年）11月に唐から種子島に無事帰着する。帰国翌年の天平7年（735年）遣唐大使の功労により二階昇進して正四位上に叙せられた。なお、唐においては氏として多治比に代えて丹墀を用い、帰国後は元の多治比に戻したという。
天平9年（737年）兄の中納言・多治比縣守と当時政権を握っていた藤原四兄弟が相次いで没すると、8月に参議、9月には従三位・中納言に叙任され、知太政官事・鈴鹿王と大納言・橘諸兄に次いで一躍太政官の第三位の席次に昇る。天平11年（739年）4月7日薨去。最終官位は中納言従三位兼式部卿。

## 人物
漢詩人として、『懐風藻』に漢詩作品3首が採録されている。また、広成が遣唐大使として唐に渡る直前、約30年前の第8次遣唐使で渡唐していた山上憶良の邸宅に挨拶に訪れた際に、憶良から広成に贈られた、往来の無事を祈る和歌が『万葉集』に記されている。

## 官歴
『続日本紀』による。
- 時期不詳：従六位上
- 和銅元年（708年） 正月11日：従五位下（越階）。3月13日：下野守
- 和銅5年（712年） 正月19日：従五位上
- 和銅7年（714年） 11月26日：左副将軍
- 霊亀3年（717年） 正月4日：正五位下
- 時期不詳：越前守
- 養老3年（719年） 7月13日：能登・越中・越後按察使
- 養老4年（720年） 正月11日：正五位上
- 神亀元年（724年） 2月22日：従四位下
- 天平3年（731年） 正月27日：従四位上
- 天平4年（732年） 8月17日：遣唐大使
- 天平7年（735年） 4月23日：正四位上（越階）
- 天平9年（737年） 8月19日：参議。9月28日：中納言、従三位
- 天平10年（738年） 正月26日：式部卿
- 天平11年（739年） 4月7日：薨去（中納言従三位兼式部卿）